# Walter Hefti
Walter Hefti (* 1902 in Zürich; † nach 1968) ist Fachautor und Ingenieur der Eisenbahntechnik, dessen Werk in Artikeln über Spezialformen der Eisenbahn wie Zahnradbahnen und Seilbahnen, insbesondere Bergbahnen, in der Fachwelt als herausragend anerkannt ist.

## Leben
Walter Hefti erwarb in Zürich 1926 ein Ingenieurdiplom an der ETH und arbeitete 1926 bis 1936 als Konstruktionsingenieur für Lokomotivbau bei der SLM in Winterthur, 1931 bis 1938 in der Section traction bei Ateliers de Construction Electrique in Feumont im Dep. Nord, wechselte danach bis 1948 zur SIG in Neuhausen und arbeitete bis 1968 als Oberingenieur wieder bei der SLM in Winterthur, bis er im Ruhestand über seine im Beruf erworbenen Erfahrungen in der Lokomotiv- und Eisenbahntechnik seine vielbeachteten Standardwerke schrieb.

## Werke
- Zahnradbahnen der Welt, Birkhäuser, Basel 1971, ISBN 3-7643-0550-9.
- Schienenseilbahnen in aller Welt, Birkhäuser Verlag, Basel 1975, ISBN 3-7643-0726-9.
- Nachtrag Zahnradbahnen der Welt, Birkhäuser Verlag, Basel 1976, ISBN 3-7643-0797-8.
- Unkonventionelle Bergbahnen, Birkhäuser Verlag, Basel 1978, ISBN 3-7643-1005-7.
- Tramway Lokomotiven, Birkhäuser Verlag, Basel 1980, ISBN 3-7643-1159-2.
- Dampf-Strassenbahnen, Birkhäuser Verlag, Basel 1984, ISBN 3-7643-1536-9.